# Bohdanivka, Solone
Bohdanivka (în ucraineană Богданівка) este un sat în comuna Sursko-Mîhailivka din raionul Solone, regiunea Dnipropetrovsk, Ucraina.

## Demografie
Componența lingvistică a localității Bohdanivka
     Ucraineană (86,09%)
     Rusă (12,58%)
     Alte limbi (0,66%)
Conform recensământului din 2001, majoritatea populației localității Bohdanivka era vorbitoare de ucraineană (86,09%), existând în minoritate și vorbitori de rusă (12,58%).